# Wolfgang Wagner
Wolfgang Manfred Martin Wagner, född 30 augusti 1919 i Bayreuth, död 21 mars 2010 i Bayreuth, var en tysk teaterledare, regissör och scenograf, son till Winifred och Siegfried Wagner och sonson till Richard Wagner. Han är mest känd som chef (Festspielleiter) för Festspelen i Bayreuth, en position som han först innehade tillsammans med sin bror Wieland 1951 fram till dennes död 1966. Från och med då tog han total kontroll fram till sin pensionering i september 2008, då han efterträddes av sina döttrar, Eva Wagner-Pasquier och Katharina Wagner. Wagner avled 2010. 

## Biografi

### Tidiga år och andra världskriget
Vid nästan elva års ålder förlorade Wolfgang Wagner sin far, kompositören Siegfried Wagner. Han växte upp i Villa Wahnfried i Bayreuth tillsammans med sina syskon Wieland, Friedelind och Verena. Under skolåren lärde han sig att spela trumpet och valthorn. Han avslutade skolan med Mittlere Reife. Hans mor Winifred Wagner var mycket god vän med Adolf Hitler under den nationalsocialistiska eran och stödde både honom och partiet. Hitler blev en regelbunden besökare i Bayreuth ett decennium innan han tog makten i Tyskland. Wolfgang Wagner träffade Hitler första gången 1923 när han var fyra år gammal, och Wagnerbarnen uppmanades att kalla honom "farbror Adolf" eller "Onkel Wolf (hans smeknamn). När Hitler blev rikskansler 1933 öste han tjänster över familjen Wagner.
Till skillnad från sin mor och sin äldre bror Wieland blev Wolfgang Wagner aldrig medlem i NSDAP. Han lämnade också Hitlerjugend. Han genomgick riksarbetstjänst och från hösten 1938 militärtjänst, från vilken han befriades under Festspelssäsongen 1939.ref>Wolfgang Wagner: Lebens-Akte. 1994, S. 108.</ref> Redan i början av andra världskriget 1939 skickades han till den polska fronten, där han blev allvarligt sårad i armen. Han fördes till Berlin och  opererades av läkaren Ferdinand Sauerbruch. Han skrevs ut som medicinskt olämplig i juni 1940 (Hitler besökte honom på sjukhuset). Efter att ha tillfrisknat genomgick han först praktisk teater- och musikutbildning i München och sedan från 1940 vid Staatsoper i Berlin. Där arbetade han som regiassistent till Emil Preetorius och 1944 satte han upp operan Bruder Lustig av sin far, som då skulle ha varit 75 år gammal. I Bayreuth blev han 1944 inkallad som teknisk assistent för att bygga provisoriska hus.

### Samarbete med brodern efter kriget
År 1949 fick familjen Wagner tillbaka Festspielhaus och Villa Wahnfried, som hade ställts under förmyndarskap av den amerikanska militärregeringen 1945. Tillsammans med sin bror Wieland tog Wolfgang Wagner över den övergripande ledningen för Festspelen i Bayreuth, som kunde äga rum igen för första gången 1951. Förberedelserna för den 75:e festspelen i Bayreuth har pågått sedan 1950. I detta sammanhang betraktades de två bröderna Wagner som pionjärer för det så kallade Nya Bayreuth: Detta ska förstås som en stilistisk förnyelse, som Wieland Wagner sammanfattade som en "utrensning" av scenen, Wolfgang Wagner med termen "Werkstatt Bayreuth". Sammantaget låg Wolfgang Wagners fokus under dessa år på att organisera och den svåra finansieringen av Festspelen. Men redan 1953 debuterade han som regissör i Bayreuth med Lohengrin. Båda bröderna bidrog med produktioner till Festspelen i Bayreuth, men Wolfgang fick inte samma kritiska mottagande som Wieland. Liksom sin bror föredrog Wolfgang moderna, minimalistiska iscensättningar av sin farfars verk i sina produktioner.
Redan under brödernas livstid träffades 1962 en överenskommelse om att de överlevande av båda skulle fortsätta Festspelen ensam. Efter Wieland Wagners död 1966 ledde Wolfgang Festspelen på egen hand. För att säkra dess existens på lång sikt gav han upp den juridiska formen av ett rent familjeföretag. Bayreuth Festspielhaus och Villa Wahnfried, som hade varit familjens egendom fram till dess, överfördes under hans överinseende till Richard Wagner-stiftelsen Bayreuth, som grundades 1973. Både familjen och de offentliga institutionerna är delaktiga i detta. Från 1986 till 2008 var Wolfgang Wagner verkställande direktör och ensam aktieägare i Bayreuther Festspiele GmbH (från 1987 med livstidskontrakt). Detta resulterade i en större kreativ frihet och samtidigt ett ansvar för honom än vad som skulle ha varit fallet med en rent statligt utsedd konstnärlig ledare.

### Ensam ledare för Festspelen
Sedan 1967 har Wolfgang Wagner varit ensam regissör och fullt ansvarig för finansieringen av Festspelen. Hans strategi var att engagera externa regissörer och säkerställa Festspelens fortlevnad, bland annat genom lägre löner. Han engagerade dirigenter som Carlos Kleiber, Colin Davis, Woldemar Nelsson, Daniel Barenboim, Peter Schneider, James Levine, Giuseppe Sinopoli och Christian Thielemann till Bayreuth. Han har även arbetat som gästkonstnärlig ledare, bland annat i Venedig, Rom, Palermo och Bologna, samt som scenograf i Bayreuth. Medan hans egna produktioner klassificerades som ganska konservativa, öppnade han upp Festspelen för innovativa gästregissörer. Nytolkningarna av Tannhäuser av Götz Friedrich 1972 och Den flygande holländaren| av Harry Kupfer 1978, "Jahrhundertring" 1976 av Patrice Chéreau (regissör) och Pierre Boulez (dirigent), den legendariska uppsättningen av Tristan och Isolde 1993 av Heiner Müller och Parsifal anses vara lika provokativa som de är epokgörande.produktion 2004 av Christoph Schlingensief. Han begränsade dock uppsättningarna på Festspelen till de tio sista operorna av sin farfar som utgör den Bayreuthkanon som upprättades under ledning av hans mormor Cosima Wagner. Till skillnad från den vanliga operabranschen gav Wagner sina regissörer möjlighet att vidareutveckla sina produktioner varje år. Kritiker har dock anklagat Festspelen i Bayreuth för att ha förlorat sin pionjärroll i Wagnertolkningen.
Ur affärsmässig synvinkel har Wolfgang Wagner alltid lyckats hålla de offentliga bidragens andel av den totala budgeten under 40%. Tack vare omfattande kulturell sponsring från företag och privata donatorer är biljettpriserna i Bayreuth lägre än på jämförbara musikfestivaler. Odlingen av en ring av cirka 140 Richard Wagner-föreningar med cirka 37 000 medlemmar över hela världen (2007) beskrevs också som en ekonomisk och samtidigt "ideologisk" prestation. Genom en kvot av biljetter till Wagnerföreningarna och deras Richard Wagner Scholarship Foundation kunde Wagner bygga upp ett speciellt band med Festspelen. Stipendiestiftelsens mål är att 250 studenter från hela världen ska kunna besöka Festspelen gratis varje år. Medlemmarna i Wagner-föreningarna spelar här bara en stödjande roll; Enligt deras ordförande har de själva inte rätt till förmånsbehandling vid biljettförsäljning. En jämförelsevis stor andel biljetter går traditionellt till medlemmar i den tyska fackliga centralorganisationen, för vilka två stängda föreställningar till reducerade priser ägde rum årligen från 1951 till 2009 (en stängd föreställning till ordinarie priser från 2010 till 11). Dessutom tog man hänsyn till bidragsinstitutioner (federala, delstatliga, stads-, distrikts-, vänföreningar i Bayreuth, etc.) och ungdomsfestivalmötet. Hur dessa institutioner hanterade de kort som anförtrotts dem i detalj var svårt för allmänheten att kontrollera och därför ibland kontroversiellt. Kontingenterna minskade åtminstone de ursprungliga 57 750 gratisbiljetterna per säsong (med 1 925 platser och 30 föreställningar) och bidrog därmed till den ständiga överbokningen. År 2007 uppskattades väntetiden för intresserade till upp till tio år.

### Privatliv
Wolfgang Wagner gifte sig 1943 med dansaren Ellen Drexel (1919–2002). I äktenskapet föddes två barn: teaterchefen Eva Wagner-Pasquier (född 1945), som sedan länge var anställd vid festivalen i Aix-en-Provence, och regissören och publicisten Gottfried Wagner (född 1947). Efter skilsmässan 1976 gifte Wagner om sig med Gudrun Mack (1944–2007), som då var sekreterare i festspelens presstjänst. Dottern Katharina Wagner föddes 1978. 1994 publicerades hans självbiografi under titeln Lebens-Akte.
Wolfgang fick en del kritik för vad som sågs som hans enväldiga inflytande över Festspelen. Mycket av informationen kommer från familjen Wagner själv. Wielands döttrar Daphne och Nike Wagner anklagade sin farbror för att ha negligerat deras gren av familjen och sagt att han körde ut dem och deras mor från familjens hem Wahnfried efter deras fars död och förstörde scenerier, modeller och korrespondens med konstnärer som rörde deras fars verk. Wagner-skribenten Barry Millington noterar två tämligen inkonsekventa kritiktrådar mot Wolfgangs roll i hanteringen av presentationen av familjens koppling till nazisterna. Daphne anklagade honom för att ha svärtat ner hennes fars namn genom att offentliggöra information om Wielands koppling till Bayreuth-satelliten i koncentrationslägret Flossenbürg, medan Wolfgangs egen son Gottfried anklagade honom för att ha försökt dölja all information om Wagner-barnbarnens koppling till nazisterna. Dessutom beskrev Christian Kracht "sådana som Wolfgang Wagner" som "kälkborgare och fiender till Christoph Schlingensief".
Wolfgang Wagner fjärmade sig även från sin dotter Eva på grund av kontrollen över Festspelen i Bayreuth, medan sonen Gottfried, som länge har varit offentligt kritisk, och som bannlystes från Villa Wahnfried 1975, fick reda på sin fars död först genom mediebevakningen. Enligt Gottfrieds självbiografi Twilight of the Wagners: The Unveiling of a Family's Legacy (1997, ska hans far ha sagt till honom på 1950-talet: "Hitler botade arbetslösheten och återställde den globala respekten för den tyska ekonomin. Han befriade vårt folk från en moralisk kris och förenade alla anständiga krafter. Vi Wagners har honom att tacka för den idealistiska räddningen av festspelen i Bayreuth."

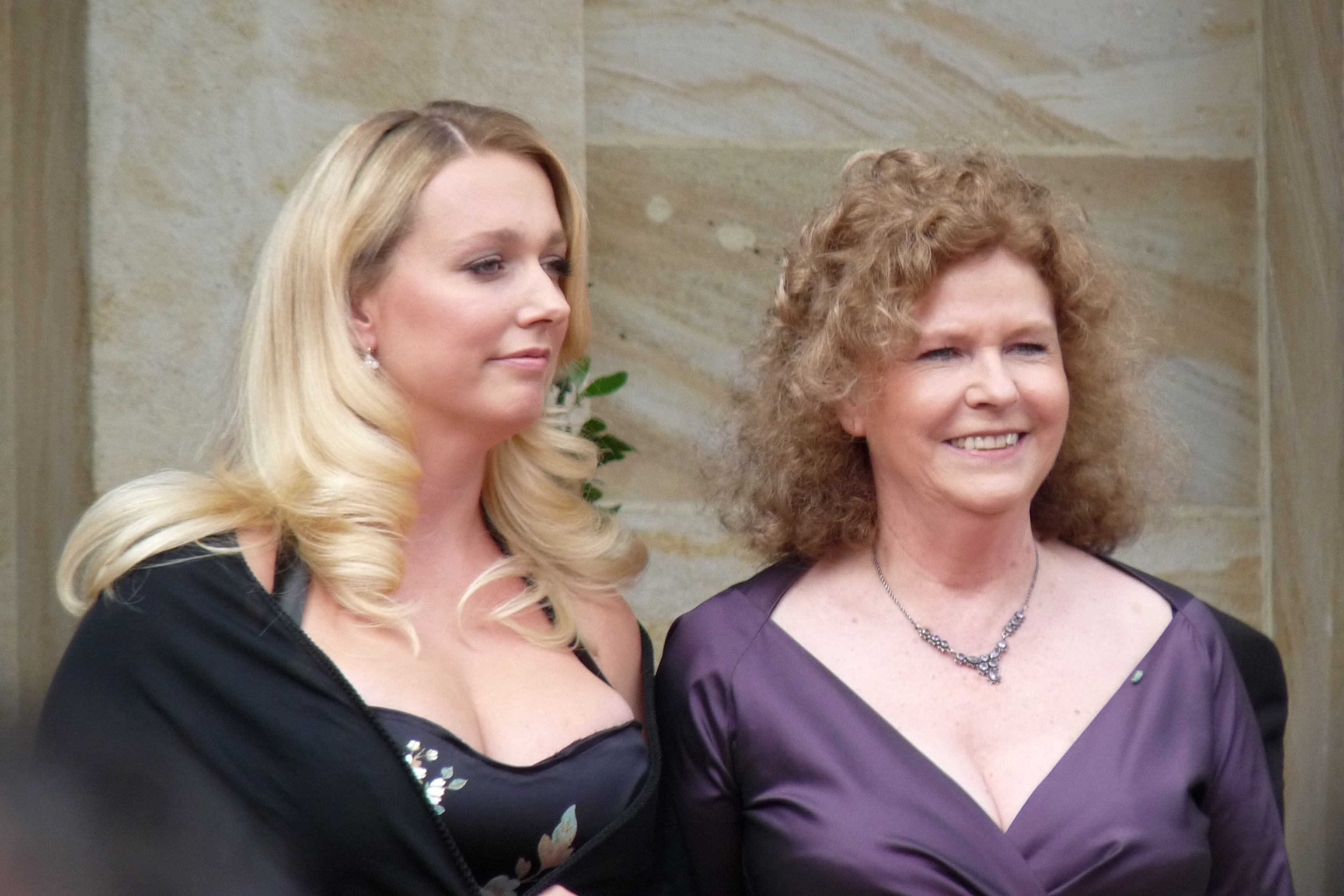
Döttrarna Katharina och Eva Wagner
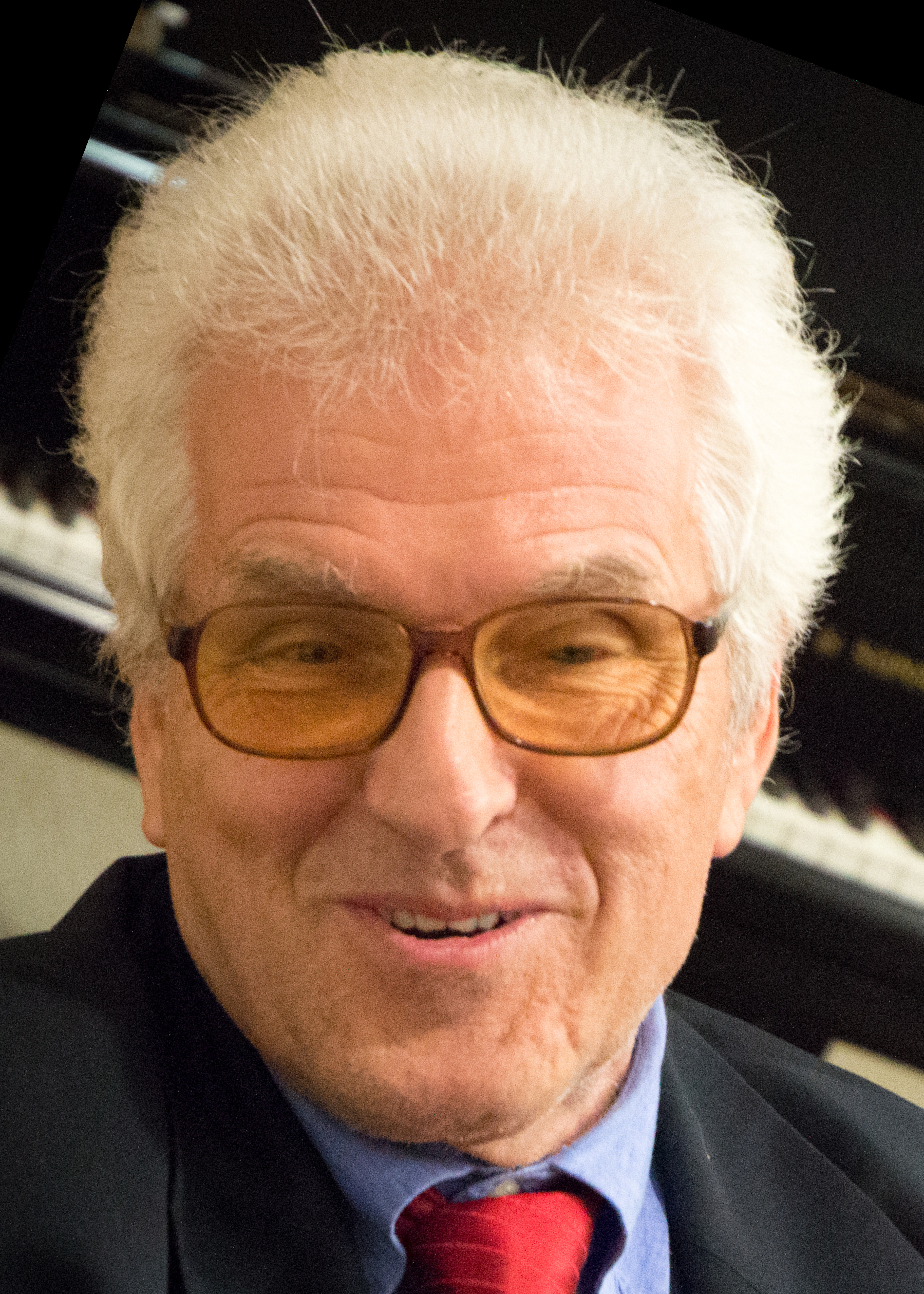
Sonen Gottfried
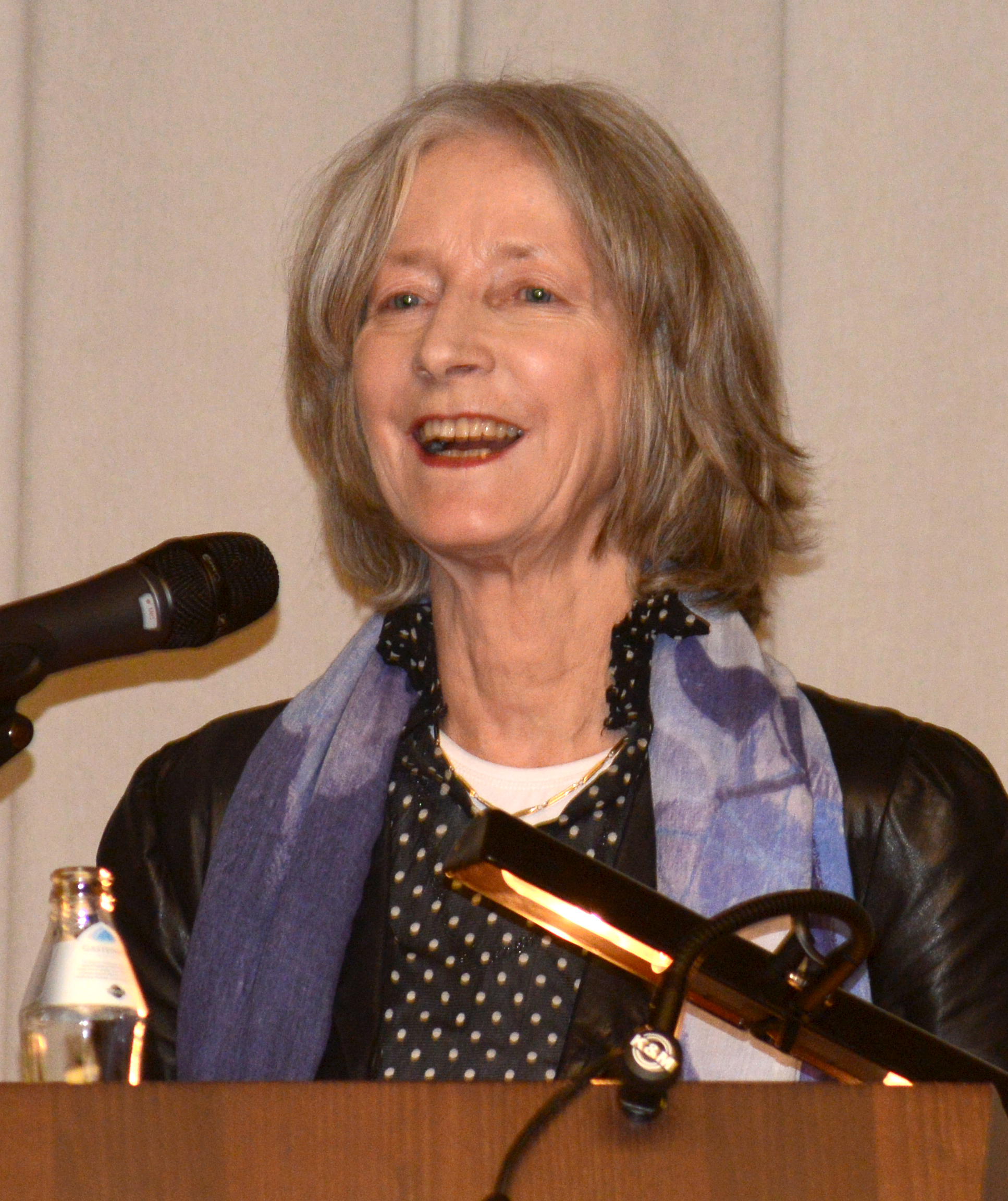
Brorsdottern Nike Wagner

### Sista åren
Under de sista åren av Wolfgang Wagners mandatperiod fördes alltid en lång diskussion om hans efterträdare på grund av hans höga ålder och dåliga hälsa. År 2001 nominerade styrelsen Eva Wagner-Pasquier till ny chef för Festspelen med en majoritet på 22 röster mot 2. Wagner, som föredrog sin andra hustru Gudrun Wagner, avvisade denna omröstning med hänvisning till sitt livstidskontrakt. I december 2001 slöts en uppgörelse i godo mellan Wolfgang Wagner och styrelsen, där Münchens konstnärlige ledare Klaus Schultz av Wagner kallades in som medlare och anställdes som frilansare för ledningen av Festspelen, möjligen för att arbeta som chef tills en ny Festspelschef hade hittats – helst från hans familj. Schultz fullgjorde detta hedersuppdrag fram till Wolfgang Wagners avgång 2008.

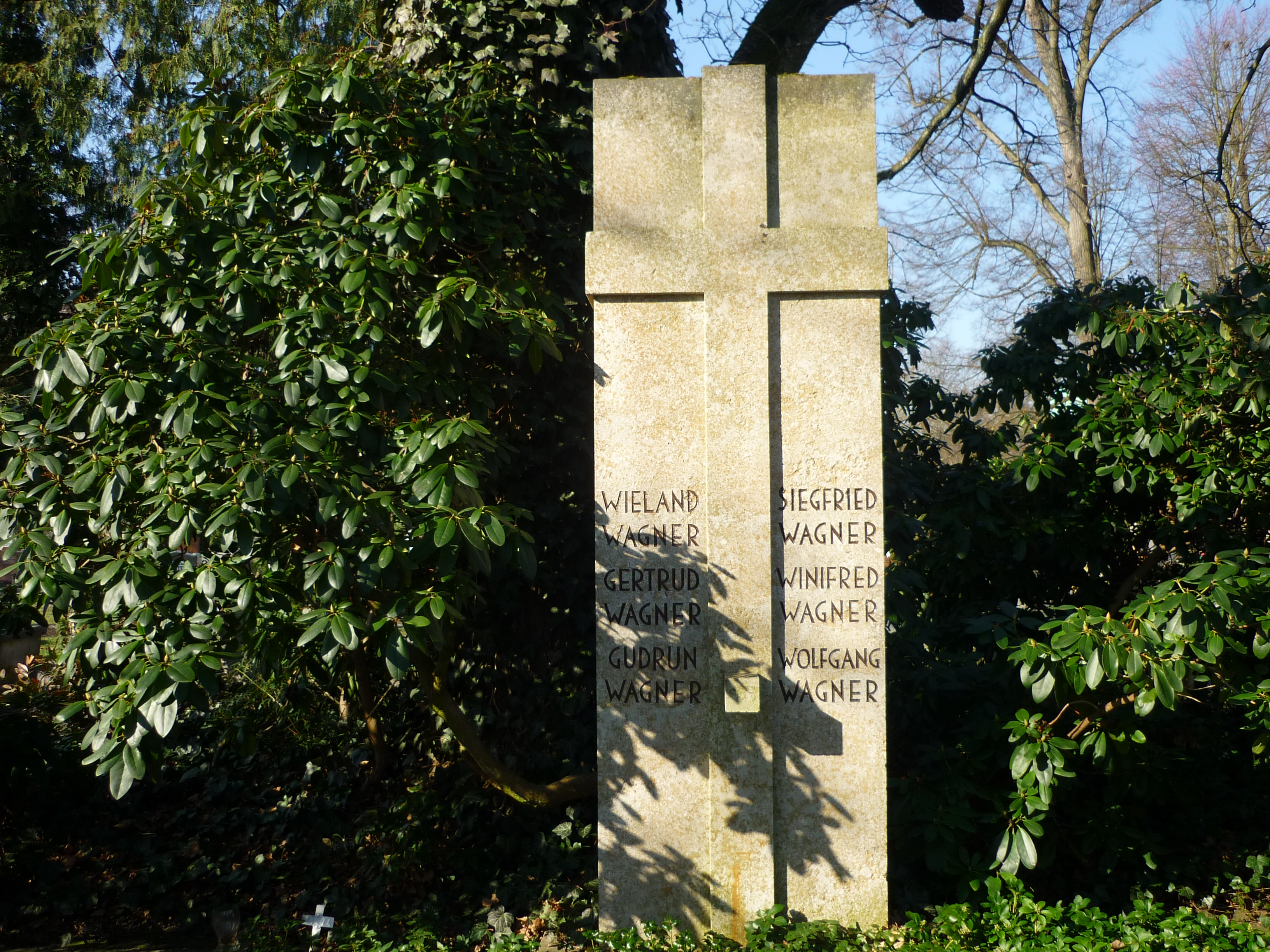
Wolfgang Wagners grav på kyrkogården i Bayreuth

Efter Gudrun Wagners oväntade bortgång i slutet av 2007 skedde ett "försiktigt närmande" mellan Wolfgang Wagner och Eva Wagner-Pasquier våren 2008. I april 2008 signalerade Wagner för första gången att han kunde tänka sig att Festspelen skulle ledas gemensamt av sina två döttrar Eva och Katharina. Detta tolkades också av allmänheten som en eftergift till subventionsgivarna, som inte längre skulle ha varit villiga att ovillkorligen kompensera för det ökade underskottet under Festspelen.
Efter att både Katharina Wagner och Eva Wagner-Pasquier hade förklarat sig villiga att samarbeta, meddelade Wagner i ett brev till styrelsen att han skulle avgå från sin post som festivalchef den 31 augusti 2008.
En vecka före styrelsemötet, som skulle diskutera successionen den 1 september 2008, ansökte Wieland Wagners dotter Nike om att få ta över ledningen av festivalen tillsammans med kulturchefen Gerard Mortier. Styrelsen röstade dock med en majoritet på 22 röster (med 2 nedlagda röster) för Katharina Wagner och Eva Wagner-Pasquier.
Efter att ha lämnat över de officiella uppgifterna levde Wolfgang Wagner ett mycket tillbakadraget liv på grund av en allvarlig sjukdom. Den 21 mars 2010 vid tvåtiden på natten avled han vid 90 års ålder i sitt hem i Bayreuth.

## Rererenser
1. ↑  Libris, Kungliga biblioteket, 15 januari 2013, Libris-URI: hftx3j8147kgw04, läst: 24 augusti 2018.[källa från Wikidata]
2. ↑  Bernd Mayer (1989). Gondrom. sid. 130
3. ↑  Wolfgang Wagner: Lebens-Akte. 1994, S. 81.
4. ↑  Carr 2007.
5. ↑  Bernd Mayer: Bayreuth Chronik 1989, S. 151.
6. ↑  Beispiel: ”Gespräch mit Dieter David Scholz”. doi:20080506135458. http://www.dieter-david-scholz.de:80/gudrunwagner.htm., SWR2 / MDR Figaro, November 2007
7. 1 2  „Gralshüter und Karten-Kartell“, Die Welt, 17. August 2007
8. ↑  ”Homepage des RWVI”. doi:20071005204414. http://www.richard-wagner-verband.de/stipendien.html.
9. ↑  Interview mit Josef Lienhart, Vorsitzender des Richard-Wagner-Verbandes International, in BR-alpha, 23. Januar 2004
10. ↑  ”„Unverhoffte Chance auf Bayreuth-Tickets“”. doi:20091218071438. http://www.nordbayerischer-kurier.de/nachrichten/1286312/details_8.htm., Nordbayerischer Kurier, 14. Dezember 2009
11. ↑  "Schock in Bayreuth – Gudrun Wagner tot". Der Spiegel (28 November 2007)
12. ↑  Schock in Bayreuth - Gudrun Wagner tot. Meldung auf Spiegel Online, 28. November 2007, abgerufen am 6. Dezember 2023
13. ↑  Joseph M. Erbacher's Wagner Family Tree Arkiverad 4 January 2003. Home.c2i.net.
14. 1 2  Tom Service (20 July 2007). "Wagner's guardian", BBC News.
15. ↑  Barry Millington, "Wagner wars – the truth behind the long-running family saga" Arkiverad 26 May 2024, Evening Standard, London, 9 September 2009
16. ↑  Kracht, C., & Woodard, D., Five Years (Hanover: Wehrhahn Verlag, 2011), pp. 91, 94.
17. ↑  "Wagner descendant slams composer", The Local, 19 May 2013
18. 1 2  Kate Connolly "'Lost son' Gottfried Wagner reopens the family feud over Bayreuth", The Observer, 4 April 2010
19. ↑  cited by Martin Kettle, "The twilight of the Wagners", The Guardian, 8 June 2000
20. ↑  ”„Bayreuther Nachfolgestreit vor dem Ende“”. doi:20080506150318. http://oe1.orf.at/inforadio/89876.html?filter=5., ORF, 19. April 2008
21. ↑  ”Dokumentation: Wagners Brief vom 8. April 2008”. doi:20090802153453. http://www.festspiele.de/bayreuth/nachrichten/news/0_2150/details_32.htm., festspiele.de, 15. April 2008
22. ↑  „Überraschung in Bayreuth. Wagner für Doppelspitze seiner Töchter“, FAZ, 12. April 2008
23. ↑  ”„Eva Wagner-Pasquier bereit für Festspielleitung“”. doi:20090801001635. http://www.festspiele.de/bayreuth/nachrichten/news/0_2169/details_32.htm., festspiele.de, 18. April 2008
24. ↑  ”Stiftungsrat-Ticker”. doi:20080506081426. http://www.festspiele.de/startseite/news/0_2181/details_1.htm.
25. ↑  Festspiel-Personalie: Halbschwestern-Duo übernimmt Leitung in Bayreuth, Spiegel.de, 1. September 2008
26. ↑  ”Nachruf von Joachim Thiery bei der Trauerfeier am 11. April 2010”. doi:20100416074939. http://www.nordbayerischer-kurier.de/nachrichten/1289322/details_8.htm.
27. ↑  Christine Lemke-Matwey (23 mars 2010). ”Der Wächter des Hügels”. Der Tagesspiegel. http://www.tagesspiegel.de/zeitung/wolfgang-wagner-hueter-des-huegels/1723528.html. Läst 10 april 2015.